# 莲洲乡
莲洲乡，是中华人民共和国江西省吉安市永新县下辖的一个乡镇级行政单位。

## 行政区划
莲洲乡下辖以下地区：
杨桥村、黄门村、土田村、光明村、双湖村、固塘村、钱溪村、狮山村和溶溪村。